# Gerry Davey
John Gerald "Gerry" Davey, född 5 september 1914 i Port Arthur i Ontario, död 12 februari 1977 i Orange County i Florida, var en brittisk ishockeyspelare.
Davey blev olympisk guldmedaljör i ishockey vid vinterspelen 1936 i Garmisch-Partenkirchen.